# Internetska predstavka
Internetska predstavka, internetska peticija, online peticija ili e-peticija oblik je predstavke (peticije) koji se potpisuje putem interneta, najćešće preko web stranica ili portala. Potpisnici predstavke pritom moraju priložiti svoje osobne podatke, poput imena, prezimena, osobnog identifikacijskog broja, mjesta prebivališta i drugih podataka potrebnih za prisustvovanje u potpisivanju. Potpisnici moraju biti punoljetne osobe, kao i kod tiskane predstavke.
Internetska predstavka najčešće se oglašava putem elektroničke pošte i internetskih portala, često i posebno specijaliziranih stranica za njihovo potpisivanje poput Change.org ili Avaaz.org, ali i društvenih mreža kao što je Facebook.

## Poveznice
- predstavka (peticija)
- e-sudjelovanje (e-participacija)
- inicijativa
- virtualno volonterstvo

## Vanjske poveznice
- www.peticije24.com
- www.citizengo.org